# Michal Farkaš
Michal Farkaš (ur. 10 marca 1985 w Zlatych Moravcach) – słowacki piłkarz występujący na pozycji obrońcy. Farkaš jest wychowankiem FC Nitra, z którego na początku 2009 przeszedł do czeskiego FK Jablonec. Po roku trafił do Polski, gdzie najpierw reprezentował barwy Ruchu Radzionków, później zaś GKS Katowice. Po zakończeniu sezonu 2012/13 opuścił Katowice i na zasadzie wolnego transferu powrócił do Radzionkowa.

## Statystyki kariery
(aktualne na dzień 3 listopada 2013)
| Klub               | Sezon              | Liga               | Liga  | Liga   | Puchar Polski | Puchar Polski | Europa | Europa | Suma  | Suma   |
| Klub               | Sezon              | Liga               | Mecze | Bramki | Mecze         | Bramki        | Mecze  | Bramki | Mecze | Bramki |
| ------------------ | ------------------ | ------------------ | ----- | ------ | ------------- | ------------- | ------ | ------ | ----- | ------ |
| Ruch Radzionków    | 2009/10            | II liga            | 13    | 0      | 0             | 0             | –      | –      | 13    | 0      |
| Ruch Radzionków    | 2010/11            | I liga             | 0     | 0      | 0             | 0             | –      | –      | 0     | 0      |
| GKS Katowice       | 2011/12            | I liga             | 20    | 0      | 1             | 0             | –      | –      | 21    | 0      |
| GKS Katowice       | 2012/13            | I liga             | 16    | 0      | 1             | 0             | –      | –      | 17    | 0      |
| Ruch Radzionków    | 2013/14            | III liga           | 8     | 2      | 0             | 0             | –      | –      | 8     | 2      |
| Ogólnie w karierze | Ogólnie w karierze | Ogólnie w karierze | 57    | 2      | 2             | 0             | 0      | 0      | 59    | 2      |